# Rachunek niepewności
Rachunek (teoria) niepewności – zalecany od 1995 r. przez międzynarodowe organizacje standaryzacyjne sposób wyznaczania wyniku pomiaru operujący pojęciem niepewność pomiaru zamiast tzw. klasycznego pojęcia błędu pomiaru używanego w rachunku błędów.